# Джордж Бейрд
Джордж Гетцель Бейрд (англ. George Hetzel Baird; нар. 5 березня 1907 — пом. 4 вересня 2004) — американський легкоатлет, який спеціалізувався в бігу на короткі дистанції.

## Спортивні досягнення
Олімпійський чемпіон в естафеті 4×400 метрів (1928).
Ексрекордсмен світу в естафетах 4×400 метрів та 4×440 ярдів.
Перед смертю 2004 року був найстаршим з живих на той момент олімпійських чемпіонів США.

## Основні міжнародні виступи
| Рік  | Змагання         | Місто     | Місце | Дисципліна |
| ---- | ---------------- | --------- | ----- | ---------- |
| 1928 | Олімпійські ігри | Амстердам | 1     | 4×400 м    |